# Zamia poeppigiana
Zamia poeppigiana là một loài thực vật thuộc họ Zamiaceae. Loài này có ở Colombia, Ecuador, và Peru. Chúng hiện đang bị đe dọa vì mất môi trường sống.